# Mischaël Modrikamen

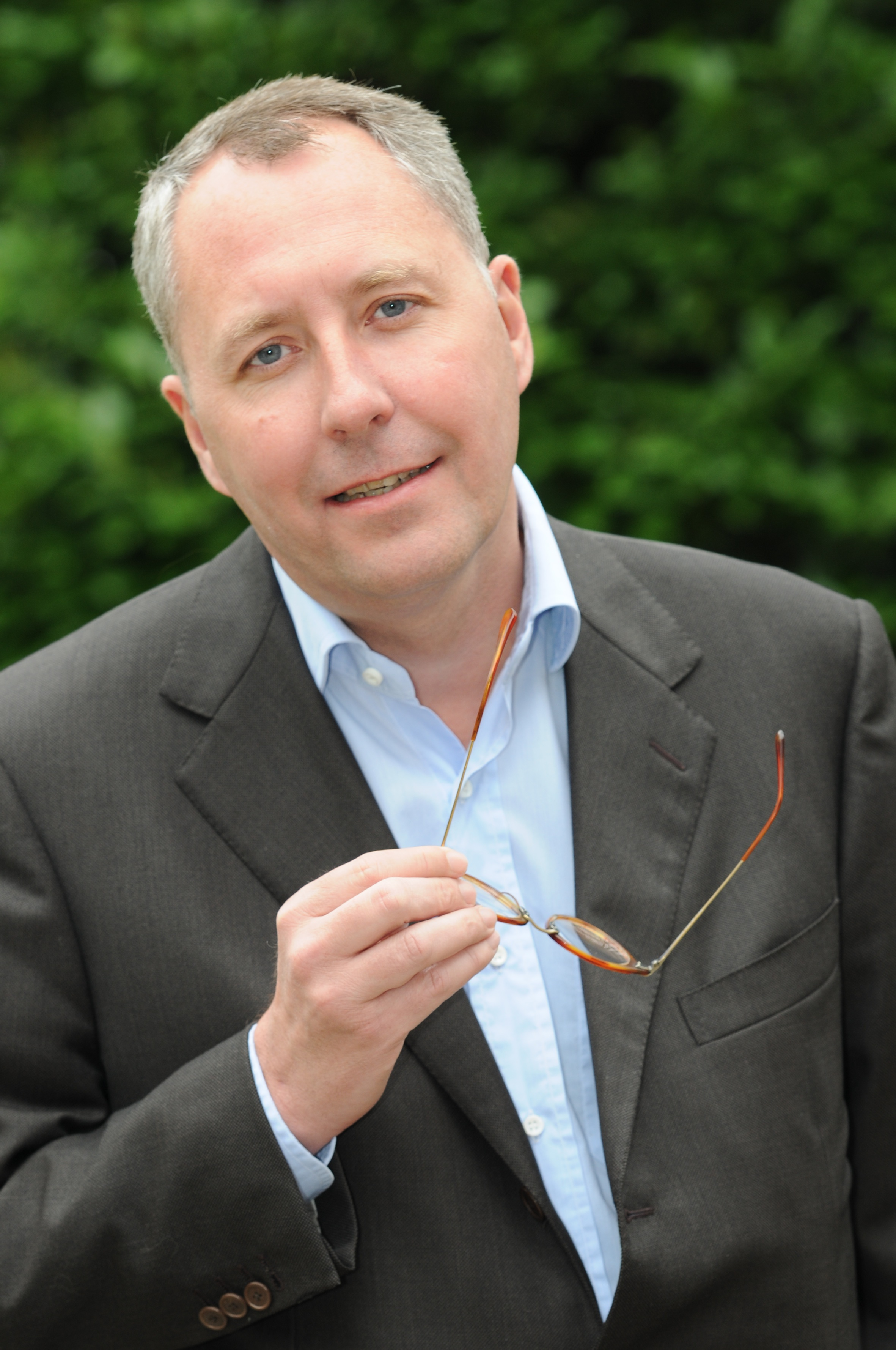
Mischaël Modrikamen

Mischaël Modrikamen (Couillet, 22 februari 1966) is een Belgisch advocaat uit Brussel, lid van het gelijknamige advocatenkantoor Modrikamen en politicus.

## Jeugd en studies
De vader van Mischaël Modrikamen, Marcel Modrikamen behoorde tot het Verzet tijdens de Tweede Wereldoorlog. Hij werd socialistisch schepen van Couillet en in 1984 voorzitter van de socialistische ziekenbond voor de streek van Charleroi. Op 18 februari 1991 werd Marcel Modrikamen slachtoffer van een aanslag die hem een arm kostte en leidde tot zijn vroegtijdige dood in 1995. Volgens zijn zoon was de reden van de aanslag dat zijn vader onregelmatigheden had ontdekt in het beheer van het ziekenhuis Institut Gailly, waarvan hij de voorzitter was.
Mischaël Modrikamen deed zijn studies in Couillet, vervolgens in de athenea van Charleroi en Marcinelle, en ten slotte aan de Université Libre de Bruxelles.

## Advocaat
Modrikamen was als raadsman gespecialiseerd in complexe geschillen en in het vennootschaps- en financieel recht.
Hij was de advocaat van de persgroep IPM, uitgever van La Libre Belgique en La Dernière Heure.
Hij specialiseerde zich in het vertegenwoordigen van de kleine aandeelhouders.
Hij maakte naam met rechtszaken tegen de toenmalige ASLK en de Nationale Bank van België. In 1998 vocht hij in een rechtszaak in opdracht van een paar honderd CERA-aandeelhouders de fusie tussen de Kredietbank en de CERA aan. Dit leverde de CERA-aandeelhouders 3 miljard euro op.

## Fortis
De raadsman kwam eind 2008 en begin 2009 in het nieuws rond de rechtszaak aandeelhouders Fortis Bank versus de Federale Participatie- en Investeringsmaatschappij.
Modrikamen had uit naam van 2.400 aandeelhouders van Fortis Holding gevraagd om de beslissing van de algemene vergadering van 28 april te laten opschorten. Toen werd besloten om Fortis Bank te verkopen aan BNP Paribas. Modrikamen eiste ook dat BNP Paribas geen onderdelen van die bank mocht verkopen en dat de bank de naam Fortis zou behouden. Daarnaast mocht de Nederlandse overheid geen onderdelen van Fortis Nederland verkopen. Met die maatregel wilden Modrikamen en zijn klanten de ontmanteling van Fortis Holding "bevriezen" in afwachting van een uitspraak ten gronde, waarbij de verkoop van onderdelen zou nietig verklaard worden. De Belgische en Nederlandse staat en de Franse bank BNP Paribas wilden daar niet van horen en stelden bovendien dat de rechtbank in Brussel daarover niet kon beslissen. De rechtbank heeft ten slotte wel beslist, namelijk dat de verkoop van onderdelen niet bevroren werd. Wat de Nederlandse situatie betreft, verklaarde de rechtbank zich onbevoegd.

## Joodse verenigingen
Van 2000 tot 2003 was Modrikamen voorzitter van de Communauté israélite libérale de Belgique.
Hij was rond dezelfde tijd de advocaat van de Joodse gemeenschap betreffende de onderhandelingen over de tijdens de oorlog geroofde goederen.
In een Vrije Tribune verschenen in La Libre Belgique op 24 november 2002, vergeleek hij de oproep van Oxfam tot het boycotten van Israëlische producten met de acties van de nazi's in de jaren dertig tegen Joodse producten.

## In verdenking
Modrikamen was voorzitter van de Raad van bestuur van de vennootschap Donaldson, die failliet ging. De omstandigheden waarin dit gebeurde hadden tot gevolg dat hij op 25 maart 2010 in verdenking werd gesteld voor valsheid in geschrifte en witwassen.
Hij was van oordeel dat het de bedoeling was hem te hinderen in zijn politiek engagement en legde op zijn beurt klacht neer tegen onbekenden voor lasterlijke aanklachten.

## Politieke partij
Op 11 september 2009 kondigde Modrikamen de oprichting aan van een nieuwe rechtse politieke partij, de Parti Populaire (Volkspartij). Deze partij werd op 26 november 2009 officieel voorgesteld. Rudy Aernoudt en hij traden op als co-voorzitters.
Modrikamen nam deel aan de verkiezingen van 13 juni 2010 maar werd niet verkozen. Zijn partijgenoot Laurent Louis werd echter in het arrondissement Nijvel verkozen.
Inwendige twisten hadden tot gevolg dat Rudy Aernoudt in augustus 2010 uit de partij werd gezet, die van toen af een uitsluitend Franstalige koers volgde.
Op 23 december 2010 werd het vertrek van Modrikamen aangekondigd uit de advocatenassociatie die hij had opgericht en die voortaan werd verder gezet door de vennoten Olivier Bonhivers, Yasmine Dehaene en Cyrille Barette onder de naam Bonhivers. Modrikamen kondigde aan dat hij zich voortaan hoofdzakelijk wilde wijden aan de door hem opgerichte politieke partij. Hij bleef echter als advocaat actief, samen met advocaat Arnauts, onder meer in het dossier Fortis.

### Europese Unie
Eind september 2018 onderhandelen Modrikamen en Steve Bannon met Luigi Di Maio (M5S) over rechtse samenwerking in het Europarlement.

### Einde
Bij de verkiezingen van 2019 haalde zijn partij geen enkele zetel binnen. Nadien besloot Modrikamen te stoppen met politiek.

## Publicatie
- Fortis, tot de laatste snik, 2009, uitg. Borgerhoff & Lamberigts, 144 pag. - ISBN 9789089310743